# (43859) Naoyayano
(43859) Naoyayano est un astéroïde de la ceinture principale.

## Description
(43859) Naoyayano est un astéroïde de la ceinture principale. Il fut découvert le 9 janvier 1994 à Ōizumi par Takao Kobayashi et Hiroshi Fujii. Il présente une orbite caractérisée par un demi-grand axe de 3,01 UA, une excentricité de 0,17 et une inclinaison de 8,0° par rapport à l'écliptique.